# ルネ・レヴェック
ルネ・レヴェック（René Lévesque フランス語発音: [ʁəne leˈvɛːk]、1922年8月24日 - 1987年11月1日）は、カナダの政治家、ジャーナリスト。第23代ケベック州首相（在任：1976年11月25日- 1985年10月3日）を務めた。所属政党は自ら創設したケベック党。カナダ建国後、初めてケベック独立を住民投票にかけた政治家となった。
姓の発音はレヴェック。レベックとも表記される。レベスクと誤記される場合もある。

## 経歴
レヴェックは弁護士の父ドミニクの元に、ニューブランズウィック州キャンベルトンで生まれ、ガスペ半島のケベック州ニュー・カーライルで少年時を過ごす。ケベック州のイエズス会系の学校で学び、ケベック・シティーのラヴァル大学で法学を学ぶが、1943年に中退。

### 従軍記者として

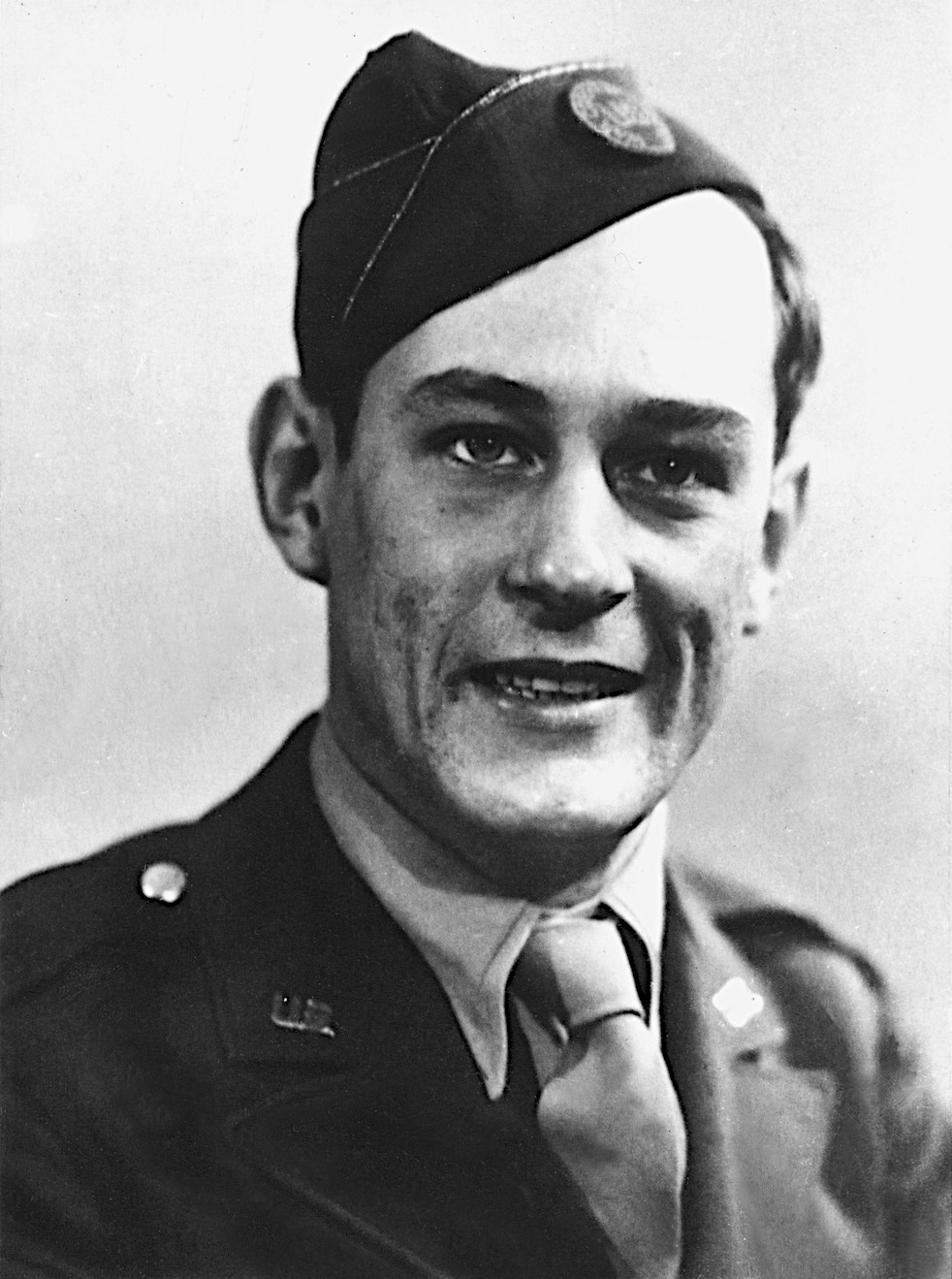
第二次大戦時の米国戦時情報局時代

1941年からラジオ局CHNC（ニュー・カーライル）やCHRC、 CBV（ケベック・シティー）のアナウンサーとして働き、1944年から1945年はヨーロッパでのアメリカ合衆国陸軍で連絡将校兼従軍記者となり、ドイツ空軍による空爆下のロンドンから報道し、また 連合国軍とともにフランスやドイツに進軍した。ダッハウ強制収容所を解放した米軍にもいた。
1947年にルイーズ・ルールーズ（Louise L'Heureux）と結婚、その後カナダ放送協会（CBC）の国際放送フランス語部に所属。1952年に再びCBCの従軍記者として朝鮮戦争に従軍。

### ニュースキャスターとして

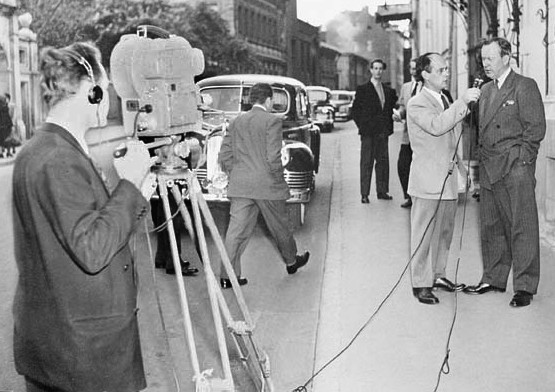
1955年カナダ放送協会のモスクワでのピアソン首相にインタビューするレヴェック

1956年から1959年の間、ラジオ・カナダ（CBC仏語放送）のテレビでの毎週のニュース番組「Point de mire」に出演、有名になる。

### 政治家として

#### 政界への進出
1960年にレヴェックはケベック立法議会（ケベック州議会）議員選挙に（モントリオールの）ローリエ選挙区でケベック自由党から立候補し選出された。ジャン・ルサージュ政権で1960年から1961年に水力発電・公共工事大臣を務め、1961年から1965年には天然資源大臣を担当。当時は「静かなる革命」の一部として、イドロ・ケベックの拡大など水力発電事業の公営化に中心的な役割を果たした。
1965年から1966年には家族福祉大臣を担当。レヴェックは、友人だった健康大臣のエリック・キーランと共にケベック州や連邦全体の社会問題に対しもっと予算を割くよう連邦政府と交渉するようになった。
1966年のケベック総選挙ではユニオン・ナシオナールに敗北したが、レヴェックは自分の議席は確保した。カナダの連邦政治の未来が危ういと信じ、自由党大会の中でもカナダからケベックの独立を公に支持するようになった。キーランは党首に選出されており、のちの州首相ロベール・ブラッサと共に独立には反対し、レヴェックは大敗し賛同者と共に党を離脱した。

#### ケベック党の立ち上げ
自由党を離脱したレヴェックは主権・連合運動を開始。より戦闘的な運動と違い直接行動や抗議行動を避け、普通の有権者にアピールする形をとった。最初の大会での主張はケベック内での少数派の英語政策であり、レヴェックは英語学校や英語の権利が守られるべきという彼の主張について大反対に直面することになった。
頑固な連邦主義者のピエール・トルドーがカナダ首相に任命されるにあたり、民族独立連合（RIN）に扇動された暴動が1968年のケベックの日（Saint-Jean-Baptiste Day）パレードの際に発生し、ケベック独立運動が一つに結びつくようになってきた。主権連合運動も他の分離主義者と合流し1968年にケベック党（Parti Québécois）が創設された。レヴェックの強い主張で、RINのメンバーは団体としてではなく個別にであれば入党を許された。
ケベック党は、1970年のケベック総選挙で25%の票を獲得し組閣出来れば、独立宣言への基盤が形成されると考えたが、実際には6議席にとどまり、レヴェックはモントリオールから党運営を継続し、ケベック・シティーの党運営部との連携をとることとした。
1973年のケベック総選挙では自由党が大勝し、特にレヴェックが議席を獲得できなかったことで、ケベック党内の緊張が高まった。議院運営委員長ロバート・バーンズとの確執は、レヴェックが党首の地位を失いかけるまでに至った。

#### ケベック州首相第1期
1976年のケベック総選挙でレヴェックのケベック党は大勝し、レヴェック自身も議席を獲得した。ケベック党は41%の票を獲得し、110議席中71議席を獲得。レヴェックはその10日後、ケベック州首相となった。施政表明演説では有名な言葉「ケベック人であることにこれほど誇りを感じたことはない」と語った。
1977年2月、レヴェックの運転する自動車が道路に寝ていたホームレスをはねる事故が発生した。現場の警官は飲酒の疑いがなかったため呼気テストを実施せず、その晩眼鏡を使用していなかった罰金25ドルが課せられただけだった。事故で妻ではない女性が同乗していたことが発覚し、さらに悪評の元となった。同乗していたのは古くからの秘書のコリーヌ・コテで、その後（既に妻とは長期間別居していた）間もなく離婚し、1979年にコテと結婚した。
レヴェックの「政治資金規正法」は民間企業の政治献金を禁止し、個人献金も3000ドル以下に規制した。この法律は富裕者層や組織が選挙で不公平な影響を与えることを防止する狙いがあった。また住民投票法を制定し、州規模での独立への住民投票が可能なようにした。
レヴェックのケベック党はさらに「ケベックフランス語憲章（101条項（Bill 101）として有名）」を制定。この目的はフランス語を「仕事、教育、通信、通商、企業での日々の通常の言語とする」というものであった。当初の法案では、親がケベックでの英語学校に通っていた子には、英語の公立学校へ通う権利を保障していた。移民が多数のフランス語文化に溶け込むようにするため、その他の子はフランス語学校に通う義務を持つとした（レヴェックは言語政策に関し、党内の他のメンバーより柔軟な考えを持っていた。党内には英語公立学校を廃止すべきと提案する過激派もいた）。
101条項はまた、企業が屋外広告でフランス語以外の言語を使用することを禁じた（他の言語を表示する場合は、仏語訳を他言語より大きく表示する必要がある）。当時は仏語系住民が8割以上であるケベックでも、広告や企業の言語は英語が圧倒していた時代であった。
1980年5月には選挙公約通り、「ケベック独立（主権連合への計画の是非）」を問う州民投票（レファレンダム）を実施。結果は賛成40%、反対60%（投票率86%）。レヴェックは「『また次の機会に』という州民の判断を理解した」と発表し、敗北を認めた。
1981年のケベック総選挙でもレヴェックはケベック党を勝利に導き、 41%から49%に獲得票を増やし、議席も増やした。

#### ケベック州首相第2期
2期目の主な関心はカナダ憲法改正案の批准だった。レヴェックはカナダ首相ピエール・トルドーや英語圏の州首相たちに騙されていると批判されることもあった。現時点でも、ケベック州ではどの政党出身の州首相も1982年の憲法改正に合意していない。
ケベック党政権は1980年代初期の不景気に対する対応で、党支持や独立運動支持の中核だった労働組合からの不評を買っていた。そのためレヴェックは1985年のケベック総選挙では独立運動を党の中心議題にすべきでないと主張、その代わりにカナダ首相ブライアン・マルルーニーの政権の理解を取り付ける「ボー・リスク（Beau risque、良いリスク）」戦略を提案し、逆に党内の独立支持派を憤慨させる結果となった。レヴェックは次回総選挙では独立の是非を問うのではなく、オタワの連邦政府にケベックの要求を真剣に議論させ、ケベック州民がより大きなメリットを享受できるよう協働すべきであると語った。この主張はレヴェックの党内支持基盤を弱め、辞職するベテラン議員や補欠選挙で敗北する議員も出た。レヴェックはケベック党首を1985年6月に辞任し、 同年10月にケベック州首相を辞職した。
レヴェックは常時喫煙者であり、1987年11月に居住していたアパートで胸の痛みを感じ、その日のうちに病院で心筋梗塞により死去した。10万人以上がモントリオールとケベック・シティーでの遺体の一般公開に訪れ、ケベック・シティーでの葬儀の弔問客は1万人を超えた。その後数ヶ月、墓地への何百人もの訪問客も途絶えることはなかった。
レヴェックはフランスのレジオンドヌール勲章（グラントフィシエ）を受勲しており、死後2008年にケベック勲章（グラントフィシエ）を受勲した。

## 影響

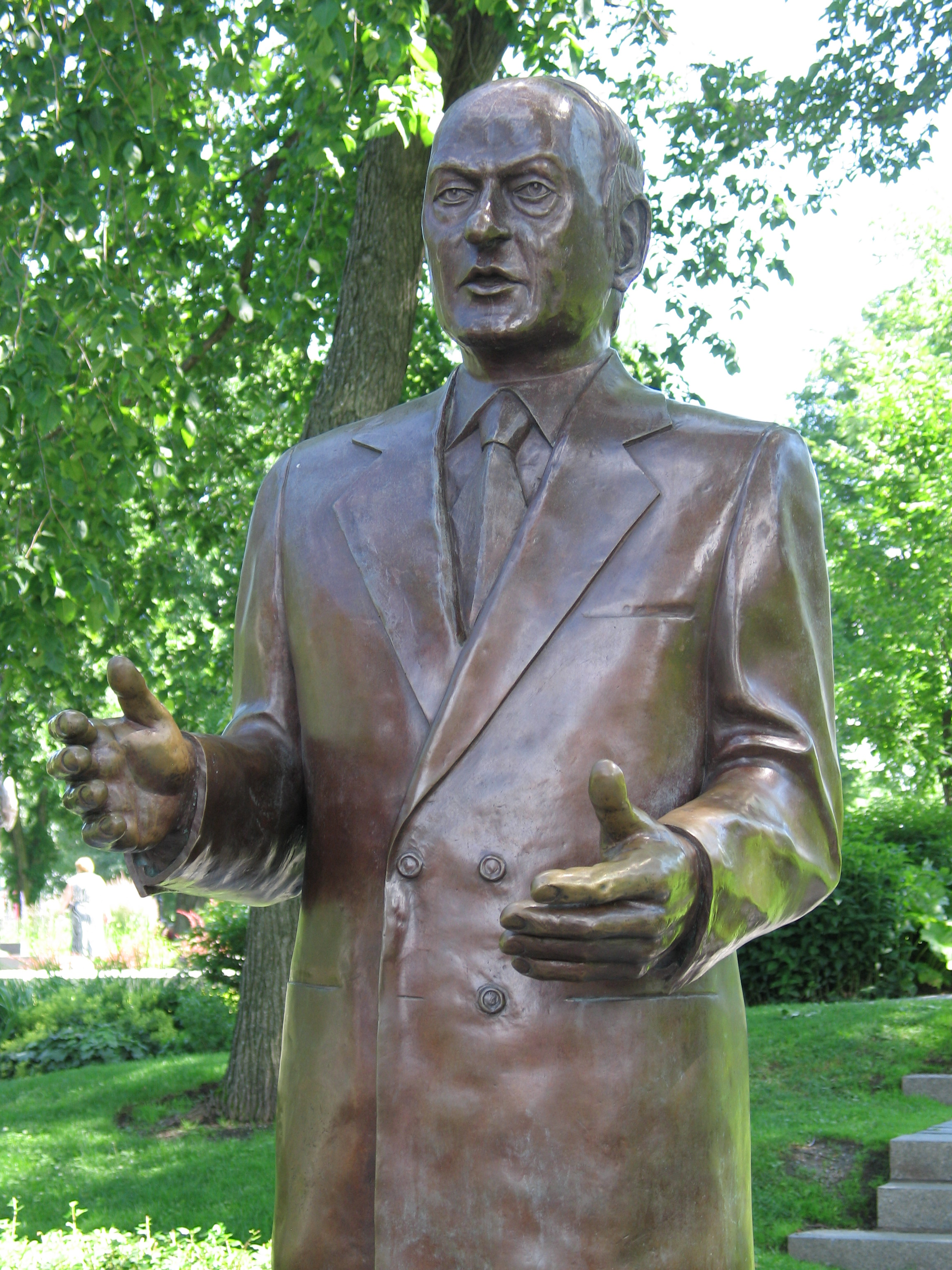
ケベック州議事堂前にあるレヴェックの銅像

レヴェックの政権末期にはケベック独立に関する意欲が薄れたと見られているが、死の数か月前にも友人やラヴァル大学学生の前で、独立の必要性を再確認している。レヴェックの州葬で教会から棺が出棺する際に、大勢が拍手し非公式のケベック「国歌」である「Gens du pays（国の人々）」を歌い始め、（誕生日でするように）歌詞の一部を「Mon cher René（親愛なるルネ）」と替えて歌った。
モントリオールとケベック・シティーの2大都市の中心地の主要幹線道路に、レヴェックの名前がつけられた。モントリオールではイドロ・ケベックの本社ビルとラジオ・カナダ（モントリオール）フランス語放送センター「メゾン・ラジオ・カナダ」がこのルネ・レヴェック大通りに建てられている。イドロ・ケベックとケベック州政府は2010年6月に「静かなる革命」でレヴェックが果たした役割と州首相としての功績を記念し、1,244メガワットの水力発電所をレヴェック発電所と改名した。
2006年にCBCがテレビドラマとミニシリーズ『ルネ・レヴェック』を制作・放送した。